# سیارک ۱۱۵۶۹
سیارک ۱۱۵۶۹ (به انگلیسی: 11569 Virgilsmith، نامگذاری:1993KB2) یازده هزار و پانصد و شصت و نهمین سیارک کشف شده‌است که در ۲۷ مه ۱۹۹۳ کشف شد.
قدر مطلق سیارک برابر ۱۲٫۰۰ است.